# Ana Lily Amirpour

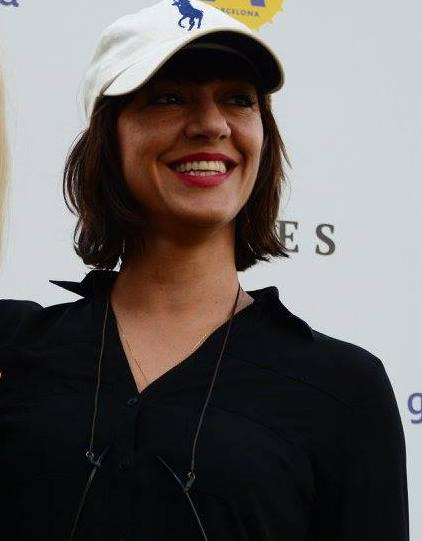
Ana Lily Amirpour (2017)

Ana Lily Amirpour (persisch آنا لیلی امیرپور; * 1980 in Margate, England, Großbritannien) ist eine US-amerikanische Filmregisseurin und Drehbuchautorin.

## Leben
Ana Lily Amirpour ist iranischer Abstammung, ihre Eltern wanderten 1979 aufgrund der Islamischen Revolution von Teheran nach Großbritannien aus. Sie wurde in England geboren, wo ihr Vater als Arzt arbeitete. Als achtjähriges Kind zog sie mit ihren Eltern in die USA nach Miami, Florida, später wohnte die Familie in Bakersfield, Kalifornien. Schon im Alter von zwölf Jahren drehte Amirpour mit der Kamera ihres Vaters Clips. Er hatte sich gewünscht, dass sie in seine Fußstapfen treten und sein Interesse für Anatomie teilen würde, da er mittlerweile als orthopädischer Chirurg arbeitete. Amirpours künstlerische Veranlagung veranlasste ihre Eltern zu der Hoffnung, sie könnte eine Karriere als plastische Chirurgin einschlagen.
Nach dem Schulabschluss wollte Amirpour zunächst Biologie studieren, gab dieses Ziel allerdings schnell wieder auf. Nach dem Sommer besuchte sie die Kunstschule in San Francisco und danach die Filmschule der Universität in Los Angeles, an der sie ihren Abschluss machte. Sie knüpfte Kontakte im Filmgeschäft und war für die Produktionsfirma von Tobey Maguire tätig. Diesen Kreis verließ sie bald wieder, da sie dort keine Chance für sich sah. Sie kam nach Deutschland zum Berlinale Talent Campus, drehte ihren ersten Kurzfilm und entschloss sich dann, aus dem Studiogeschäft auszusteigen.
2009 entstand der Kurzfilm Six and a Half, Amirpour schrieb das Drehbuch und führte Regie. Während sie weitere Kurzfilme drehte und schrieb, spielte sie 2012 in dem Film The Garlock Incident die Hauptrolle, nachdem sie zunächst nur in einem ihrer Kurzfilme als Schauspielerin aufgetreten war. 2014 kam ihr erster Langfilm A Girl Walks Home Alone at Night in die Kinos, für den sie das Drehbuch schrieb, Regie führte und eine kleine Rolle übernahm. Der Film hatte seine Premiere auf dem Sundance Film Festival und kam 2015 in die deutschen Kinos. Amirpour bekam dafür viele gute Kritiken, die auch die Auseinandersetzung mit ihrer iranischen Herkunft würdigten.
Im Jahr 2016 folgte ihr zweiter Spielfilm The Bad Batch. Wieder war Amirpour für Drehbuch und Regie verantwortlich, die Hauptrolle spielte Suki Waterhouse.
Für ihren dritten Spielfilm Mona Lisa and the Blood Moon erhielt sie 2021 ihre zweite Einladung in dem Wettbewerb um den Goldenen Löwen der Filmfestspiele von Venedig.
Im Jahr 2023 wurde sie beim 76. Filmfestival von Cannes in die Kurzfilmjury berufen.

## Filmografie
- 2009: Six and a Half (Kurzfilm, Drehbuch und Regie)
- 2009: You (Kurzfilm, Autor, Drehbuch, Regie und Produktion)
- 2010: True Love (Kurzfilm, Drehbuch und Regie)
- 2010: Ketap (Kurzfilm, Autor, Drehbuch und Regie)
- 2010: Ana Lily Amirpour Likes This (Dokumentationskurzfilm, Autor, Regie und Produktion)
- 2011: Pashmaloo (Kurzfilm, Autor, Drehbuch und Regie)
- 2011: A Girl Walks Home Alone at Night (Kurzfilm, Autor, Drehbuch und Regie)
- 2012: A Little Suicide (Kurzfilm, Schauspielerin, Drehbuch und Regie)
- 2014: A Girl Walks Home Alone at Night (Schauspielerin, Drehbuch und Regie)
- 2016: The Bad Batch (Drehbuch und Regie)
- 2017: Breakthrough (Doku-Serie, Folge Curing Cancer, Regie)
- 2018: Legion (Fernsehserie, Folge Chapter 10, Regie)
- 2020: Homemade (Fernsehserie, Folge: Durchstehen, Schauspielerin, Drehbuch und Regie)
- 2021: Mona Lisa and the Blood Moon (Drehbuch und Regie)
- 2022: Guillermo del Toro’s Cabinet of Curiosities (Fernsehserie, Folge 1x04, Regie)